# Gmach Gimnazjum nr 1 w Grajewie
Gmach Gimnazjum nr 1 w Grajewie – zabytkowy budynek szkolny mieszczący się w Grajewie przy ul. Szkolnej. Oddany do użytku w 1931 roku. Od 1996 roku obiekt widnieje w rejestrze zabytków.
23 sierpnia 1928 uroczyście poświęcono kamień węgielny pod budowę szkoły na placu uzyskanym w 1925. Do 1931 powstały skrzydła zachodnie i południowe, w kolejnych latach powstało skrzydło wschodnie z głównym wejściem. W budynku mieściły się sale lekcyjne oraz, co nie było wówczas regułą, salę gimnastyczną i kuchnię ze stołówką. Budynek został siedzibą Publicznej Szkoły Powszechnej nr 1 w Grajewie. Od 1941 w budynku funkcjonował szpital wojskowy. Po wojnie budynek odremontowano i ponownie przeznaczono na siedzibę szkoły podstawowej. W 1999 gmach został siedzibą nowo powstałego Publicznego Gimnazjum nr 1 w Grajewie. W 2002 gimnazjum nadano imię Polskiego Czerwonego Krzyża.